# Разложение Шеннона
В математике разложением Шеннона или декомпозицией Шеннона по переменной {\displaystyle x_{i}} называется метод представления булевой функции от {\displaystyle n} переменных в виде суммы двух подфункций от {\displaystyle (n-1)} остальных переменных. Хотя этот метод часто приписывают Клоду Шеннону, но Буль доказал его гораздо раньше, а сама возможность такого разложения по любой из переменной непосредственно вытекает из возможности определения любой булевой функции с помощью таблицы истинности.

## Разложение
Разложение Шеннона по переменной {\displaystyle x_{i}} основано на том, что таблицу истинности для булевой функции от {\displaystyle n} бинарных переменных можно разбить на две части таким образом, чтобы в первой части оказались только те входные комбинации, в которых переменная {\displaystyle x_{i}} всегда принимает значение {\displaystyle 1}, а во второй части остались только те входные комбинации, в которых переменная {\displaystyle x_{i}} всегда принимает значение {\displaystyle 0} (а её инвертированное значение {\displaystyle {\overline {x_{i}}}} принимает значение {\displaystyle 1}). В результате становится справедливым следующее тождество, называемое разложением Шеннона:
{\displaystyle f(x)=x_{i}\cdot f_{x_{i}}(x)+{\overline {x_{i}}}\cdot f_{\overline {x_{i}}}(x)=({\overline {x_{i}}}+f_{x_{i}}(x))\cdot ({x_{i}}+f_{\overline {x_{i}}}(x))}
где {\displaystyle f(x)} является разлагаемой булевой функцией, {\displaystyle x_{i}} и {\displaystyle {\overline {x_{i}}}} являются неинвертированным и инвертированным значением переменной, по которой производится разложение, а {\displaystyle f_{x_{i}}(x)} и {\displaystyle f_{\overline {x_{i}}}(x)} являются соответственно положительным и отрицательным дополнением для функции {\displaystyle f(x)} по переменной {\displaystyle x_{i}}. В разложении Шеннона знаками {\displaystyle \cdot } и {\displaystyle +} обозначены операции конъюнкции («И», AND) и дизъюнкции («ИЛИ», OR) соответственно, но тождество остается справедливым и при замене дизъюнкции на строгую дизъюнкцию (сложение по модулю 2, исключающее «ИЛИ», XOR), так как слагаемые никогда не принимают истинное значение одновременно (поскольку положительное дополнение {\displaystyle f_{x_{i}}(x)} объединено конъюнкцией с {\displaystyle x_{i}}, а отрицательное дополнение {\displaystyle f_{\overline {x_{i}}}(x)} объединено конъюнкцией с его инверсией {\displaystyle {\overline {x_{i}}}}).
Положительное дополнение {\displaystyle f_{x_{i}}(x)} определяется той частью таблицы истинности, в которой переменная {\displaystyle x_{i}} всегда принимает значение {\displaystyle 1} (а её инвертированное значение {\displaystyle {\overline {x_{i}}}} принимает значение {\displaystyle 0}):
{\displaystyle f_{x_{i}}(x)=f(x_{1},...,x_{i-1},1,x_{i+1},...,x_{n})}
Отрицательное дополнение {\displaystyle f_{\overline {x_{i}}}(x)} определяется оставшейся частью таблицы, в которой переменная {\displaystyle x_{i}} всегда принимает значение {\displaystyle 0} (а инвертированное значение {\displaystyle {\overline {x_{i}}}} принимает значение {\displaystyle 1}):
{\displaystyle f_{\overline {x_{i}}}(x)=f(x_{1},...,x_{i-1},0,x_{i+1},...,x_{n})}
Теорема разложения Шеннона при всей своей очевидности является важной идеей в булевой алгебре для представления булевых функций в виде бинарных диаграмм решений, решения задачи выполнимости булевых формул и реализации множества других техник, относящихся к компьютерной инженерии и формальной верификации цифровых схем.
В статье «The Synthesis of Two-Terminal Switching Circuits» Шеннон описал разложение функции по переменной {\displaystyle x_{1}} как:
{\displaystyle f(x_{1},x_{2},\dots ,x_{n})=x_{1}\cdot f(1,x_{2},\dots ,x_{n})+{\overline {x_{1}}}\cdot f(0,x_{2},\dots ,x_{n})}
с последующим разложением по двум переменным, и отметил, что разложение может быть продолжено по любому количеству переменных.

### Пример разложения
Пусть дана булева функция от трех переменных {\displaystyle x}, {\displaystyle y} и {\displaystyle z}, записанная в виде совершенной дизъюнктивной нормальной формы, то есть в виде дизъюнкции элементарных конъюнкций, каждая из которых содержит в одинаковом порядке каждую переменную или её дополнение (инверсию):
{\displaystyle f=x\cdot y\cdot z+x\cdot {\overline {y}}\cdot z+{\overline {x}}\cdot {\overline {y}}\cdot z+{\overline {x}}\cdot y\cdot z+{\overline {x}}\cdot {\overline {y}}\cdot {\overline {z}}}
Для разложения по переменной {\displaystyle x} эту функцию можно переписать в виде суммы:
{\displaystyle f=x\cdot g_{x}+{\overline {x}}\cdot g_{\overline {x}}}
получив разложение булевой функции {\displaystyle f} по переменной {\displaystyle x} путём простого применения свойства дистрибутивности для переменной {\displaystyle x} и её дополнения (инверсии) {\displaystyle x'}:
{\displaystyle f=x(y\cdot z+{\overline {y}}\cdot z)+{\overline {x}}({\overline {y}}\cdot z+y\cdot z+{\overline {y}}\cdot {\overline {z}})}
Аналогично выполняется разложение функции {\displaystyle f} по переменной {\displaystyle y} или {\displaystyle z}:
{\displaystyle f=y(x\cdot z+{\overline {x}}\cdot z)+{\overline {y}}(x\cdot z+{\overline {x}}\cdot z+{\overline {x}}\cdot {\overline {z}})}
{\displaystyle f=z(x\cdot y+x\cdot {\overline {y}}+{\overline {x}}\cdot {\overline {y}}+{\overline {x}}\cdot {\overline {y}})+{\overline {z}}({\overline {x}}\cdot {\overline {y}})}
В свою очередь для каждой из оставшихся функций от меньшего числа переменных можно продолжить разложение по одной из оставшихся переменных.

## Обобщение
В качестве переменной при разложении булевой функции могут выступать не только отдельные переменные, входящие в эту функцию, но любое мультиплексирующее условие. Например известно разложение по выражению (x > y) и его отрицанию.